# Gesichtsdampfbad
Ein Gesichtsdampfbad, umgangssprachlich auch Dampfgerät oder Bedampfungsgerät ist genannt, ein Einzelgerät oder eine Gerätekombination, die auf unterschiedliche Weise Wasserdampf oder Ozonnebel herstellt, mitunter werden Kräuter- und Aromenzusätze hinzugefügt.

## Funktion
Leitungs- oder destilliertes Wasser wird erhitzt und der entstandene Wasserdampf wird an einer Quarzlampe vorbeigeführt.
Dort entsteht unter Einfluss von UV-Licht aus dem zweiwertigen Sauerstoff das dreiwertige Ozon in einer geringen Konzentration. Diese Dreier-Bindung des Sauerstoffes ist sehr instabil und zerfällt nach Austritt aus der Düse schnell.
Das Gerät wird in Kosmetikstudios während einer klassischen Gesichtsbehandlung nach der Reinigung benutzt. Der Wasserdampf öffnet die Hautporen und Unreinheiten können so leichter entfernt werden.
Während eines Enzympeelings oder um eine Gesichtsmaske feucht zu halten kann ein Dampfgerät ebenfalls eingesetzt werden.
Bei Teleangiektasien, entzündeter Haut, Rosazea, frischen Narben, Herpes simplex, Sonnenbrand, Lymphstauungen, kortisonbelasteter Haut, Allergien und verletzter Haut sollte das Bedampfungsgerät nicht angewandt werden.
Das Dampfgerät gehört zur apparativen Kosmetik, wie auch das Bürstenschleifgerät, das Iontophoresegerät und das Ozonhandgerät.